# Svitava (flod)
Svitava (tysk: Zwittawa) er en flod i regionerne Pardubice og Sydmähren i Tjekkiet. Svitava har sit udspring nær byen Svitavy, passerer gennem Blansko og løber ud i Svratka i Brno. Den er 98 km  lang, og dens afvandingsareal er 1.149 km².

## Etymologi
Flodens navn henviste til dens klare vand og var afledt af svítat, som betød "vær klar" på gammeltjekkisk. Floden nævnes første gang i  1125 i Chronica Boemorum.